# О-ёрой Асикаги Такаудзи
О-ёрой Асикаги Такаудзи (白絲威褄取鎧（しろいとおどしつまどりよろい）Shiro-ito Odoshi Tsumadori O-yoroi) — доспехи, созданные в XIV веке для сёгуна дома Асикага Асикаги Такаудзи. В настоящее время находится в собрании Метрополитен-музея в Нью-Йорке.

## История
С 1185 по 1333 год в сёгунате Камакура держали власть представители родов Минамото, Фудзивара и Ходзё, а также несовершеннолетние принцы из императорской семьи. После восстания годов Гэнко род Ходзё пал, а власть в сёгунате Камакура на время реставрации Кэмму перешла к императору Го-Дайго. Реставрация продлилась всего три года, после чего власть захватил Такаудзи, который самовольно отправился на восток с войском, освободил Камакура и впоследствии после битвы при Минатогава Го-Дайго пришлось отречься от власти. Доспехи Асикаги были переданы в храм Синомура Хатимангу (篠村八幡宮) в Камеоке, где они хранились около шести веков. Предположительно, Асикага преподнёс их в дар во время своего 10-дневного пребывания в храме перед сражением против войск Го-Дайго. Доспехи были ритуальным подношением божеству войны Хатиману.
Храм Синомура Хатимангу находился под покровительством рода Мацуи, члены которого в 1902 году продали о-ёрой владельцу антикварного магазина Идэ Зэнбэю (井手善兵衛). Идэ, в свою очередь, продал эти доспехи коллекционеру оружия и доспехов и основателю оружейного отдела Метрополитен-музея Бэшфорду Дину за 1200 йен; в 1914 году доспехи были переданы в дар музею.

## Характеристики доспехов
Обычно доспехи о-ёрой надевались самураем для езды на лошади вместе с кирасой и четырёхсторонней юбкой. У доспехов Асикаги присутствовала белая и радужная шнуровки из шёлка, символизирующие красоту и удачу. На нагрудной части присутствует изображение буддийского божества Фудо, олицетворяющего спокойствие и внутреннюю силу, и его слуг Кимкары и Сетаки. Предполагается, что в настоящее время сохранилось менее 40 доспехов о-ёрой.